# 프리 앰프

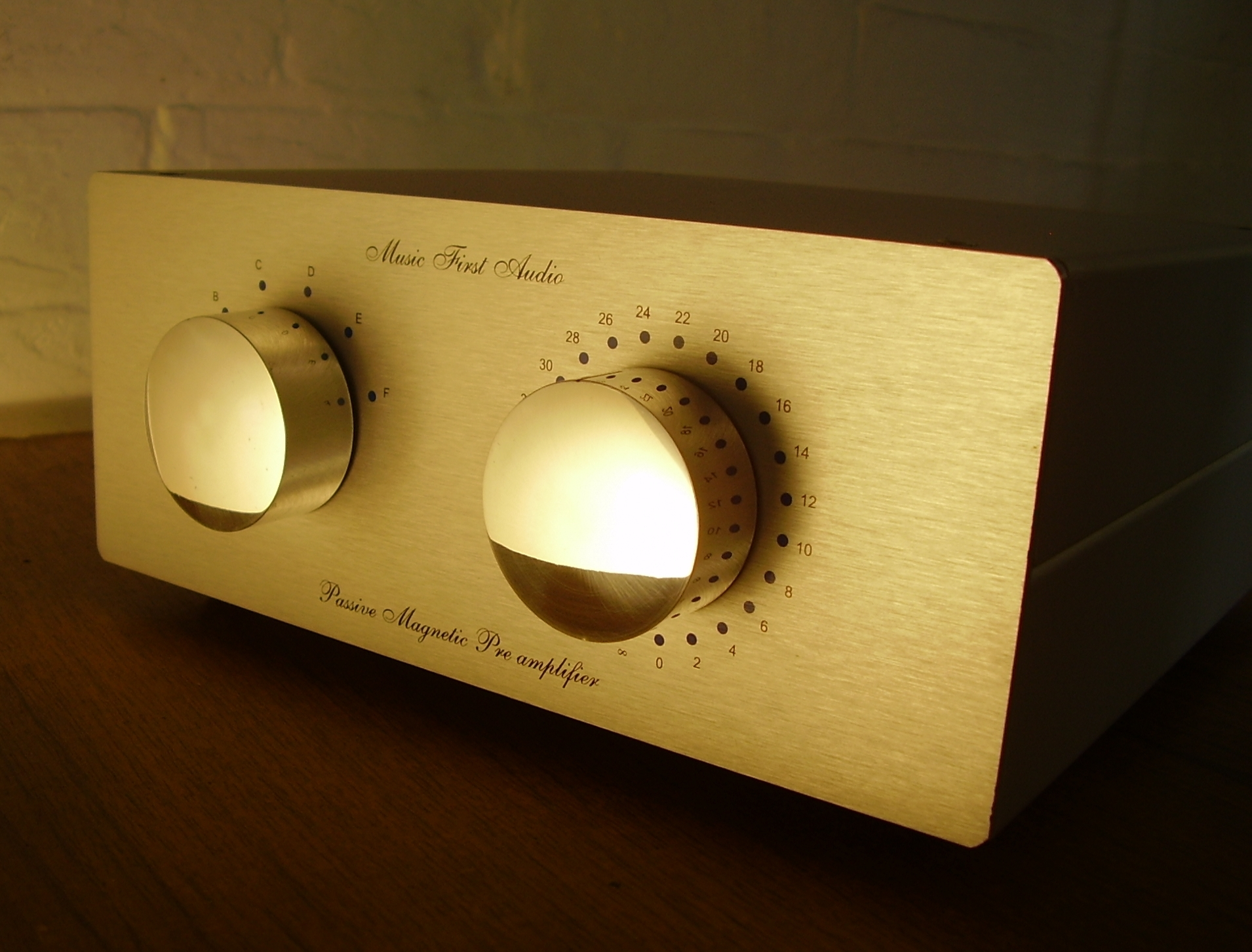
전형적인 하이엔드 스테레오 프리앰프의 예.

프리 앰프 (프리 앰플리파이어 또는 '프리')는 약한 전기 신호를, 잡음에 견딜 수 있고 추가 처리하거나 파워 앰프 및 라우드 스피커로 전송하기에 충분히 강한 출력 신호로 변환하는 전자 증폭기이다. 이것이 없으면 최종 신호는 잡음이 있거나 왜곡된다. 일반적으로 마이크 및 픽업과 같은 아날로그 센서의 신호를 증폭하는 데 사용된다. 이 때문에 노이즈와 간섭의 영향을 줄이기 위해 프리 앰프를 센서 가까이에 배치하는 경우가 많다.

## 설명
이상적인 프리 앰프는 선형, 즉 작동 범위 내에서 일정한 이득(gain)을 가지고, 높은 입력 임피던스 (입력 신호를 감지하는 데 최소한의 전류만 필요) 및 낮은 출력 임피던스 (출력에서 전류를 끌어 올 때 출력 전압의 최소 변화)를 가진다. 프리 앰프는 신호 케이블을 메인 장비에 연결할 때 신호 대 잡음비 (SNR) 를 저하시키지 않으면서 신호 강도를 높이기 위하여 사용된다. 따라서 프리 앰프의 노이즈 성능은 매우 중요하다. 프리이스 공식(Friis's formula) 에 따르면 프리 앰프의 게인이 높을 때 최종 신호의 SNR은 입력 신호의 SNR과 프리 앰프의 잡음 지수(noise figure)에 의해 결정된다.
세 가지 기본 유형의 프리 앰프가 있다.
- 전류 감지 프리 앰프
- 기생 커패시턴스 프리 앰프
- 전하 민감형 프리 앰프 .

## 오디오 시스템
오디오 시스템에서는 일반적으로 아날로그 센서의 신호를 라인 레벨로 증폭하는 데 사용되는데, 프리 앰프 다음 단계의 앰프는 일반적으로 파워 앰프(power amplifier)이다. 프리 앰프는 전압 이득 (예 : 10mV를 1V로)을 제공하지만 상당한 전류 이득은 제공하지 않는다. 파워 앰프는 라우드 스피커를 구동하는 데 필요한 더 높은 전류를 제공한다. 이러한 시스템을 위한 일반적인 센서로는 마이크, 악기 픽업 및 축음기가 있다. 프리 앰프는 믹싱 콘솔, DJ 믹서 및 사운드 카드의 오디오 입력에 종종 통합되어 있는데, 독립형 기기로 되어 있는 경우도 있다.

## 사례
- 포일 일렉트릿 마이크(foil electret microphone)에 내장된 프리 앰프.
- 계기 증폭기의 첫 번째 단계는 파워 앰프로 전송된다. 인스트루먼트 앰프에서 프리 앰프는 종종 오버 드라이브 또는 왜곡 효과를 생성하도록 설계된다.
- 라이브 음악 및 녹음 스튜디오 응용 프로그램에서 사용하기 위한 독립형 장치.
- 독립형 채널 스트립 또는 오디오 믹싱 데스크에 내장된 채널 스트립의 일부로 사용.
- 텔레비전 수신기 안테나 또는 위성 수신기 접시 안테나와 함께 사용되는 마스트 헤드 증폭기.
- 자기 헤드에 연결된 하드 드라이브 내부 회로 또는 포토 다이오드에 연결되는 CD / DVD 드라이브 내부 회로.
- 대부분의 CMOS 비교기(comparator) 기반 플래시 아날로그-디지털 변환기에서 오프셋 불일치의 영향을 없애는 데 사용되는 스위치형 커패시터 회로

## 같이 보기
- 저잡음 증폭기 (LNA)
- 계측용 증폭기
- 버퍼 증폭기
- 대수형 저항 사다리(logarithmic resistor ladder)